# Kormányhivatal
A  kormányhivatalok a kormány általános hatáskörű területi igazgatási szervei. A vármegyék rendszeréhez igazodva Magyarországon 19 vármegyei és 1 fővárosi kormányhivatal van. A területi közigazgatás legnagyobb egységeit képező 20 kormányhivatal a vármegyeszékhelyeken, a főváros és Pest vármegye esetében pedig Budapesten működik.
A kormányhivatalt a főispán vezeti, akit a Miniszterelnökséget vezető miniszter javaslatára a miniszterelnök nevez ki és ment fel. A kormányhivatal közvetlenül a főispán vezetése alatt álló szervezeti egységekből áll. A szervezeti egységek főosztályokra és osztályokra tagolódnak, ezeket a kormányhivatali főigazgató fogja össze, aki a hierarchiában közvetlenül a főispán alatt áll. A főigazgató helyettesíti a főispánt távolléte vagy akadályoztatása esetén.
A Fővárosi és vármegyei kormányhivatalok a Közigazgatási és Területfejlesztési Minisztérium alá vannak rendelve. 
A kormányhivatalokon belül általában az alábbi főosztályok működnek, amelyek vármegyénként eltérhetnek:
- Agrárügyi Főosztály
- Agrár- és Vidékfejlesztést Támogató Főosztály
- Családtámogatási és Társadalombiztosítási Főosztály
- Élelmiszerlánc-biztonsági és Állategészségügyi Főosztály
- Építésügyi és Örökségvédelmi Főosztály
- Foglalkoztatási, Foglalkoztatás-felügyeleti és Munkavédelmi Főosztály
- Földhivatali Főosztály
- Hatósági Főosztály
- Informatikai Főosztály
- Jogi, Humánpolitikai és Koordinációs Főosztály
- Környezetvédelmi, Természetvédelmi és Hulladékgazdálkodási Főosztály
- Közlekedési, Műszaki Engedélyezési, Mérésügyi és Fogyasztóvédelmi Főosztály
- Népegészségügyi Főosztály
- Pénzügyi és Gazdálkodási Főosztály

A kormányhivatal feladata a magas szintű közszolgáltatások biztosítása az állampolgárok és a vállalkozások számára. Államigazgatási hatósági jogkört gyakorol, melynek keretében a különböző ügyekben (pl.: építésügy, gyámügy, adóügyek) első vagy másodfokon jár el. A kormányhivatalok egyik osztályaként funkcionálnak a kormányablakok, amelyekben az állampolgárok az egyablakos ügyintézés előnyeit élvezve intézhetik többek között az okmányügyeiket.

A járási (fővárosi kerületi) hivatalok a területi közigazgatás legkisebb egységei, 174 városban és Budapesten 23 kerületben működnek. Alapvető feladatuk a hatáskörükbe utalt államigazgatási ügyek intézése. Az állampolgárok és a vállalkozások részére nyújtott közszolgáltatások hatékonyabb ellátása érdekében a járási (fővárosi kerületi) hivatalok az egyablakos ügyintézést országos illetékességgel biztosító integrált kormányzati ügyfélszolgálatokat, úgynevezett kormányablakokat működtetnek. Az állampolgárok a több mint 300 helyszínen elérhető kormányablakokban – néhány kivételtől eltekintve – bármely közigazgatási hatósági ügyben benyújthatják a kérelmüket (az eljáró szervhez történő továbbítás céljából) és közel száz ügykörben biztosítják részükre a helyben történő ügyintézést, továbbá mintegy 1500 féle ügyben kaphatnak tájékoztatást az adott eljárással, az ügyintézéshez szükséges dokumentumokkal kapcsolatban. Ezen felül okmányirodákban és speciális (pl. földhivatali, nyugdíjbiztosítási, munkaügyi, stb.) feladatokat ellátó ügyfélszolgálatokon, a kis falvakban pedig a járási hivatalok kirendeltségein, valamint települési ügysegédek közreműködésével nyílik lehetőségük az ügyeik intézésére.
A járási hivatalokon belül általában az alábbi osztályok működnek, amelyek településenként eltérhetnek:
- Hatósági osztály
- Kormányablak osztály
- Foglalkoztatási osztály (korábban a munkaügyi központ kirendeltségei)
- Gyámügyi osztály
- Élelmiszerlánc-biztonsági és Állategészségügyi osztály
- Népegészségügyi osztály

A magyar kormányzati szervezetrendszerben kormányhivatal alatt korábban  két eltérő szervtípust értettek, amelyeket eltérő törvények szabályoztak.
1. A központi kormányzati igazgatási szervek alá tartozó eddigi kormányhivatalok fogalmát kormányzati főhivatalra változtatta a kormányzati igazgatásról szóló 2018. évi CXXV. törvény.
Hagyományosan kormányhivatal alatt a kormány irányítása és miniszter felügyelete alatt álló központi államigazgatási szerveket értjük. Ezek: a Központi Statisztikai Hivatal és a Szellemi Tulajdon Nemzeti Hivatala.
2. A kormányzati igazgatásról szóló 2018. évi CXXV. törvény  szerint területi kormányzati igazgatási szervek a fővárosi és megyei kormányhivatalok.
A kormányhivatal fogalom tartalma 2011. január 1-jével változott, amikor létrejöttek - részben az addigi közigazgatási hivatalok helyett -   a fővárosi és megyei kormányhivatalok, mint a Kormány általános hatáskörű területi államigazgatási szervei. Ezeket a miniszterelnök által kinevezett kormánymegbízott vezeti miniszter irányításával. Működési költségüket az Országgyűlés által megszavazott éves költségvetési, államháztartási törvényekben meghatározott fejezetekben biztosítja a kormány vagy a minisztérium, speciális esetben központi szakigazgatási szerv. "A megyei kormányhivatal székhelye a megyeszékhely városban, a fővárosi kormányhivatal és a Pest megyei kormányhivatal székhelye Budapesten van."